# Anectothemis apicalis
Anectothemis apicalis är en trollsländeart som beskrevs av Fraser 1954. Anectothemis apicalis ingår i släktet Anectothemis och familjen segeltrollsländor. Inga underarter finns listade i Catalogue of Life.